# Foulassi
Foulassi (ou Fulasi) est une localité du Cameroun située dans le département du Dja-et-Lobo et la région du Sud. Elle fait partie de la commune de Sangmélima. Foulassi est considérée comme le berceau de l'hymne national du Cameroun, le Chant de Ralliement.

## Population
En 1962, Foulassi comptait 504 habitants, principalement des Boulou du clan Yembong.

## Histoire
Après l'installation de la première station missionnaire presbytérienne sur la côte camerounaise, à Batanga, en 1885, puis d'autres à l'intérieur du pays, comme celle d'Efulen en 1893, le poste de Foulassi est ouvert en 1912.
En 1928, En 1928, Foulassi est une station de l'église Presbytérienne Américaine qui abrite l’école normale des instituteurs et est dirigée par un pasteur français, Camille-Armand Chazeau. Un devoir est soumis aux élèves de fin d'études avec l'énoncé suivant : « Exprimer votre espoir en l'avenir du Cameroun ». L'un d'entre eux, René Jam Afane, réunit les meilleurs propositions et compose un poème de deux strophes, sous le titre Le Chant de ralliement camerounais. La musique est composée par Samuel Minkyo, un autre étudiant de la même promotion. Ce chant est adopté comme hymne national en 1957.
Une église est construite par les Américains en 1944.

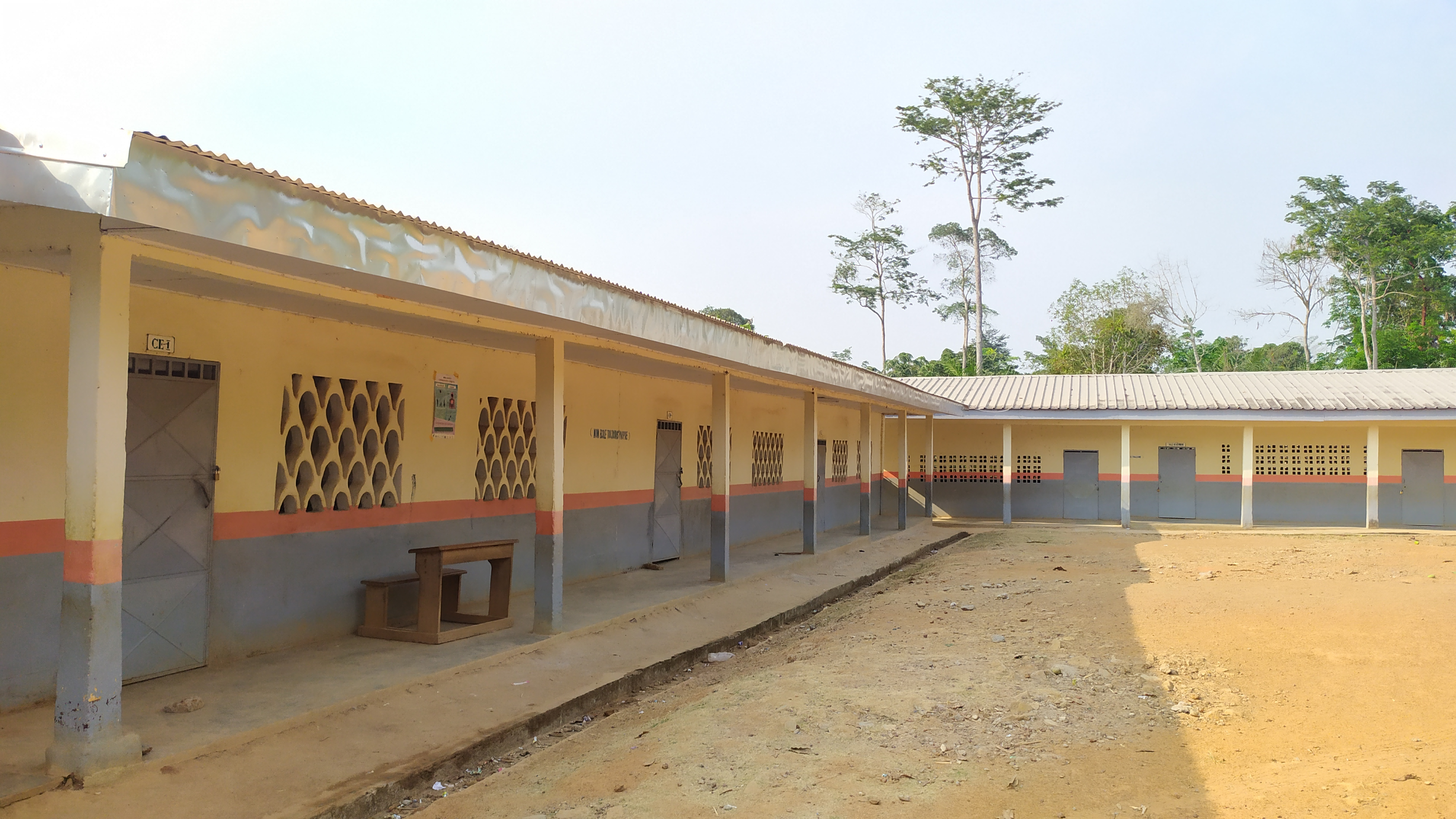
Bâtiment de l'école publique de Foulassi

En 1962, Foulassi compte une mission, une école, un collège et un hôpital protestants.

## Personnalités liées à Foulassi
- Elisabeth Medou Badang (1963), femme d'affaires
- Anatole Adolf Ebongo (1911-2019).
- René Jam Afane
- Samuel Minkyo Bamba